# Taça de Portugal 1971/72
Die Taça de Portugal 1971/72 war die 32. Austragung des portugiesischen Pokalwettbewerbs. Er wurde vom portugiesischen Fußballverband ausgetragen. Das Finale fand am 4. Juni 1972 im Estádio Nacional von Oeiras statt. Pokalsieger wurde Benfica Lissabon, das sich im Finale gegen Titelverteidiger Sporting Lissabon durchsetzte. Benfica nahm als Double-Sieger am Europapokal der Landesmeister 1972/73 teil, der unterlegene Finalist war für den Europapokal der Pokalsieger 1971/72 qualifiziert.
Alle Begegnungen wurden in einem Spiel ausgetragen. Bei unentschiedenem Ausgang wurde zur Ermittlung des Siegers eine Verlängerung gespielt. Stand danach kein Sieger fest, wurde das Spiel wiederholt.

## Teilnehmende Teams
Die Teams aus der Primeira Divisão traten zusammen mit den Vereinen aus den Kolonialgebieten erst im Sechzehntelfinale an.
| Primeira Divisão (16) | Segunda Divisão (32) | Segunda Divisão (32) | Distrikte (5) |
| --- | --- | --- | --- |
| - Académica de Coimbra - Atlético CP - FC Barreirense - SC Beira-Mar - Belenenses Lissabon - Benfica Lissabon - Boavista Porto - GD da CUF Barreiro - SC Farense - Leixões SC - FC Porto - Sporting Lissabon - FC Tirsense - União de Tomar - Vitória Guimarães - Vitória Setúbal | - SC Alba - Sporting Braga - CD Cova da Piedade - SC Covilhã - SC Espinho - AD Fafe - FC Famalicão - Gil Vicente FC - CD Gouveia - Lusitano GC Évora - AC Marinhense - CD Montijo - GD Nazarenos - SC Olhanense - Clube Oriental de Lisboa - FC Penafiel                        | - GD Peniche - Portimonense SC - GD Riopele - SG Sacavenense - SC Salgueiros - AD Sanjoanense - FC Seixal - GD Sesimbra - Sport União Sintrense - SC União Torreense - CD Torres Novas - Tramagal Sport União - União de Coimbra - União Lamas - União Leiria - Varzim SC | - Marítimo Funchal (Madeira) - SC Praiense (Azoren) - Independente SC (Angola) - Sporting Bissau (Guinea-Bissau) - Textáfrica do Chimoio (Mosambik) |
| Terceira Divisão (64) | | | |
| - Académico de Viseu FC - AD Ala-Arriba - CDR Alferrarede - Alhandra SC - AC Alijoense - Almada AC - FC Alverca - CD Amiense - Amora FC - Anadia FC - Desportivo Aves - SCE Bombarralense - GD Bragança - Caldas SC - Calipolense CD - Casa Pia AC                                | - SC Celoricense - GD Chaves - CD Beja - União Eirense - CF Esperança Lagos - GD Estoril Praia - SC Estela Portalegre - Sport Faro e Benfica - CD Feirense - SC Freamunde - O Elvas CAD - Recreativo Grandolense - AD Guarda - Juventude Évora - Leça FC - SC Leiria e Marrazes | - AD Limianos - Lusitânia Lourosa - Lusitano VRSA - Luso FC - CF Marialvas - SC Mirandela - União FC Moitense - Mortágua FC - Naval 1º de Maio - CDEF Norte e Soure - Odivelas FC - UD Oliveirense - AD Ovarense - Paio Pires FC - CD Panasqueira - SC Penalva Castelo    | - CD Portalegrense - SC Régua - AD São Pedro da Cova - FC Serpa - Silves FC - SC Lamego - União de Almeirim - UD Santarém - União Santiago do Cacém - AD Valecambrense - Vasco da Gama AC - SC Vianense - Vieira SC - Vilanovense FC - SC Vila Real - FC Vizela |

## 1. Runde
In dieser Runde nahmen die Vereine aus der Segunda und Terceira Divisão teil.
|                          | Ergebnis  |                         |
| ------------------------ | --------- | ----------------------- |
| Paio Pires FC            | 2:3       | SC Olhanense            |
| GD Nazarenos             | 1:1 n. V. | Sport União Sintrense   |
| CD Panasqueira           | 0:2       | Lusitânia Lourosa       |
| CD Portalegrense         | 2:0       | O Elvas CAD             |
| GD Riopele               | 2:0       | AD Fafe                 |
| Clube Oriental de Lisboa | 2:2 n. V. | União Santiago do Cacém |
| UD Oliveirense           | 2:0       | AD Ala-Arriba           |
| Lusitano GC Évora        | 4:1       | CF Esperança Lagos      |
| União FC Moitense        | 1:2       | Lusitano VRSA           |
| Mortágua FC              | 0:4       | AD Ovarense             |
| CDEF Norte e Soure       | 0:3       | SC Estela Portalegre    |
| SC Salgueiros            | 7:1       | GD Chaves               |
| SC Alba                  | 1:0       | CF Marialvas            |
| SC Lamego                | 1:1 n. V. | Gil Vicente FC          |
| União de Coimbra         | 2:1       | União Lamas             |
| União Leiria             | 3:0       | UD Santarém             |
| SC Vianense              | 1:3       | Varzim SC               |
| SC Covilhã               | 3:1       | AD Valecambrense        |
| Caldas SC                | 5:0       | SC União Torreense      |
| SC Régua                 | 0:1       | SC Freamunde            |
| Vieira SC                | 1:2       | FC Famalicão            |
| Sport Faro e Benfica     | 0:1       | Portimonense SC         |
| Sporting Braga           | 1:0       | SC Vila Real            |
| AD Limianos              | 0:0 n. V. | Leça FC                 |
| Juventude Évora          | 2:1       | Silves FC               |
| CD Amiense               | 2:1       | CD Torres Novas         |
| AC Marinhense            | 2:0       | SC Penalva Castelo      |
| GD Bragança              | 1:5       | Vilanovense FC          |
| Calipolense CD           | 2:2 n. V. | SCE Bombarralense       |
| Almada AC                | 1:2       | Vasco da Gama AC        |
| AC Alijoense             | 1:3       | AD São Pedro da Cova    |
| AD Guarda                | 1:1 n. V. | SC Celoricense          |
| AD Sanjoanense           | 3:2       | Naval 1º de Maio        |
| CDR Alferrarede          | 0:4       | Tramagal Sport União    |
| Alhandra SC              | 1:0       | SG Sacavenense          |
| Casa Pia AC              | 0:2       | FC Alverca              |
| CD Beja                  | 0:1       | Amora FC                |
| FC Vizela                | 3:0       | Desportivo Aves         |
| GD Peniche               | 6:1       | SC Leiria e Marrazes    |
| GD Sesimbra              | 2:1       | Luso FC                 |
| Recreativo Grandolense   | 0:4       | CD Montijo              |
| FC Seixal                | 6:4       | GD Estoril Praia        |
| FC Penafiel              | 12:00     | SC Mirandela            |
| CD Cova da Piedade       | 4:0       | FC Serpa                |
| União Eirense            | 0:3       | SC Espinho              |
| Anadia FC                | 1:0       | CD Gouveia              |
| Odivelas FC              | 2:1       | União de Almeirim       |
| CD Feirense              | 1:0       | Académico de Viseu FC   |

### Wiederholungsspiele
|                         | Ergebnis |                          |
| ----------------------- | -------- | ------------------------ |
| SCE Bombarralense       | 2:0      | Calipolense CD           |
| Sport União Sintrense   | 6:0      | GD Nazarenos             |
| União Santiago do Cacém | 0:2      | Clube Oriental de Lisboa |
| Gil Vicente FC          | 6:2      | SC Lamego                |
| Leça FC                 | 6:0      | AD Limianos              |
| SC Celoricense          | 3:1      | AD Guarda                |

## 2. Runde
|                          | Ergebnis  |                      |
| ------------------------ | --------- | -------------------- |
| SC Salgueiros            | 1:0       | SC Alba              |
| Sport União Sintrense    | 1:1 n. V. | Portimonense SC      |
| GD Riopele               | 2:1       | Sporting Braga       |
| Clube Oriental de Lisboa | 1:0       | SC Olhanense         |
| UD Oliveirense           | 0:2       | União de Coimbra     |
| AD São Pedro da Cova     | 0:0 n. V. | Anadia FC            |
| Caldas SC                | 1:0       | FC Seixal            |
| Vasco da Gama AC         | 3:2       | SC Estela Portalegre |
| União Leiria             | 1:0       | Juventude Évora      |
| SC Espinho               | 2:0       | Varzim SC            |
| SC Covilhã               | 3:2       | FC Vizela            |
| Lusitano GC Évora        | 1:4       | GD Peniche           |
| Lusitano VRSA            | 4:1       | SCE Bombarralense    |
| CD Montijo               | 4:0       | CD Amiense           |
| CD Feirense              | 3:3 n. V. | Vilanovense FC       |
| SC Celoricense           | 2:1       | Leça FC              |
| AC Marinhense            | 3:2       | AD Ovarense          |
| CD Cova da Piedade       | 0:1       | CD Portalegrense     |
| FC Famalicão             | 4:3       | FC Penafiel          |
| Lusitânia Lourosa        | 0:1       | AD Sanjoanense       |
| Gil Vicente FC           | 4:2       | SC Freamunde         |
| GD Sesimbra              | 5:0       | Tramagal Sport União |
| Odivelas FC              | 0:1       | Alhandra SC          |
| FC Alverca               | 1:0       | Amora FC             |

### Wiederholungsspiele
|                 | Ergebnis |                       |
| --------------- | -------- | --------------------- |
| Vilanovense FC  | 1:2      | CD Feirense           |
| Portimonense SC | 0:2      | Sport União Sintrense |
| Anadia FC       | 1:0      | AD São Pedro da Cova  |

## 3. Runde
|                          | Ergebnis  |                  |
| ------------------------ | --------- | ---------------- |
| Sport União Sintrense    | 3:1       | SC Espinho       |
| Clube Oriental de Lisboa | 3:1       | Alhandra SC      |
| SC Covilhã               | 5:4       | Caldas SC        |
| União de Coimbra         | 2:2 n. V. | GD Riopele       |
| União Leiria             | 5:1       | Gil Vicente FC   |
| Lusitano VRSA            | 5:1       | SC Celoricense   |
| GD Sesimbra              | 7:0       | Vasco da Gama AC |
| CD Feirense              | 0:1       | AC Marinhense    |
| CD Cova da Piedade       | 2:0       | CD Montijo       |
| Anadia FC                | 2:1       | FC Alverca       |
| FC Famalicão             | 2:0       | SC Salgueiros    |
| AD Sanjoanense           | 3:1       | GD Peniche       |

### Wiederholungsspiel
|            | Ergebnis |                  |
| ---------- | -------- | ---------------- |
| GD Riopele | 2:3      | União de Coimbra |

## Ausscheidungsrunde
|                | Ergebnis |            |
| -------------- | -------- | ---------- |
| AD Sanjoanense | 2:1      | SC Covilhã |

## Sechzehntelfinale
In dieser Runde stiegen die 16 Teams der Primeira Divisão und die 5 Teams aus den Kolonialgebieten ein. Die Spiele fanden am 5. März 1972 statt.
|                       | Ergebnis |                          |
| --------------------- | -------- | ------------------------ |
| Sporting Bissau       | 0:2      | Sport União Sintrense    |
| SC Beira-Mar          | 8:0      | SC Praiense              |
| Marítimo Funchal      | 1:2      | Sporting Lissabon        |
| FC Tirsense           | 2:1      | Independente SC          |
| Textáfrica do Chimoio | 1:3      | Leixões SC               |
| União de Tomar        | 0:3      | SC Farense               |
| União Leiria          | 1:4      | Vitória Setúbal          |
| FC Porto              | 8:0      | Anadia FC                |
| FC Barreirense        | 3:1      | Lusitano VRSA            |
| Atlético CP           | 5:1      | GD Sesimbra              |
| AD Sanjoanense        | 1:3      | CD Cova da Piedade       |
| AC Marinhense         | 1:0      | FC Famalicão             |
| Benfica Lissabon      | 1:0      | União de Coimbra         |
| GD da CUF Barreiro    | 1:2      | Belenenses Lissabon      |
| Boavista Porto        | 2:1      | Clube Oriental de Lisboa |
| Académica de Coimbra  | 1:2      | Vitória Guimarães        |

## Achtelfinale
Die Spiele fanden am 1. 2. und 12. April 1972 statt.
|                     | Ergebnis  |                       |
| ------------------- | --------- | --------------------- |
| Sporting Lissabon   | 3:0       | Sport União Sintrense |
| FC Tirsense         | 1:1 n. V. | Leixões SC            |
| Vitória Setúbal     | 3:0       | SC Beira-Mar          |
| FC Porto            | 3:1       | SC Farense            |
| FC Barreirense      | 0:2       | CD Cova da Piedade    |
| Atlético CP         | 1:0       | Boavista Porto        |
| Belenenses Lissabon | 1:0       | Vitória Guimarães     |
| Benfica Lissabon    | 5:1       | AC Marinhense         |

### Wiederholungsspiel
|            | Ergebnis |             |
| ---------- | -------- | ----------- |
| Leixões SC | 3:1      | FC Tirsense |

## Viertelfinale
Die Spiele fanden am 23. April 1972 statt.
|                     | Ergebnis |                  |
| ------------------- | -------- | ---------------- |
| Sporting Lissabon   | 4:1      | Leixões SC       |
| CD Cova da Piedade  | 3:6      | Benfica Lissabon |
| Belenenses Lissabon | 1:0      | Vitória Setúbal  |
| Atlético CP         | 0:2      | FC Porto         |

## Halbfinale
Die Spiele fanden am 30. April 1972 statt.
|                     | Ergebnis  |                   |
| ------------------- | --------- | ----------------- |
| Benfica Lissabon    | 6:0       | FC Porto          |
| Belenenses Lissabon | 2:3 n. V. | Sporting Lissabon |

## Finale
| Paarung           | Benfica Lissabon – Sporting Lissabon |
| Ergebnis          | 3:2 n. V. (2:2, 1:0) |
| Datum             | 7. Juni 1972 |
| Stadion           | Estádio Nacional, Oeiras |
| Schiedsrichter    | Francisco Lobo |
| Tore              | 1:0 Eusébio (19.) 1:1 Fernando Peres (51,. Foulelfmeter) 1:2 Joaquim Dinis (61.) 2:2 Eusébio (70.) 3:2 Eusébio (118.) |
| Benfica Lissabon  | José Henrique – Humberto Coelho, Adolfo Calisto, Artur Correia, Messias Timula, Diamantino Costa – Vítor Martins, Jaime Graça , Jaime Graça, Toni – Eusébio, Nené (73. Rui Jordão) Cheftrainer: Jimmy Hagan ( England)                    |
| Sporting Lissabon | Vítor Damas – Pedro Gomes , Hilário da Conceição, João Laranjeira, José Carlos – Fernando Peres, Fernando Tomé (104. Nélson Fernandes), Vítor Gonçalces – Chico Faria (46. Marino), Joaquim Dinis, Héctor Yazalde Cheftrainer: Mário Lino |